# ますらお (斎藤けいのの漫画)
『ますらお』は斎藤けいのによる日本の漫画作品。『週刊コミックバンチ』（新潮社）にて、2004年38号から2005年1・2合併号まで連載された。

## 登場人物
火野益荒
花明学院大学3回生文学部国文学専攻。お料理研究会代表。生まれながらの虚弱体質で白髪。近くの人の痛みも感じ取ってしまうウーン・デッド・ヒーラー。成り行きで花明学院大学柔道同好会（花柔組）に入会する。あまりに虚弱体質だったため自然とエネルギー効率の良い動きを習得している。
鏡花音衣
花明学院大学柔道同好会（花柔組）コーチ。マスター2年。益荒を花柔組に引き込む。
武田道世
通称ミッチー。おっさん顔でオラウータン顔。花柔組主将。緊張すると下痢になる。このため試合にならず、これが原因で柔道部に入れなかった。
白石茜
花柔組4人目のメンバー。音衣の所属する研究室の後輩。
比賀斗士也
柔道部主将。3段。元高校生チャンピオン。将来オリンピック確実。美しさにこだわる。語尾にかならず成がつく。